# صندوق تكساس المدرسي الدائم
صندوق تكساس المدرسي الدائم هو صندوق الثروة السيادية الذي يعمل على توفير عائدات لتمويل من التعليم الابتدائي و التعليم الثانوي في الولايات المتحدة الأمريكية ولاية تكساس . وتشمل أصولها العديد من الأراضي المملوكة ملكية عامة داخل تكساس والعديد من الاستثمارات الأخرى ؛ اعتبارا من نهاية السنة المالية 2014 (31 أغسطس) ، كان الصندوق لديه 36.3 مليار دولار. يختلف الصندوق عن صندوق الجامعة الدائمة، الذي يمول معظم المؤسسات في نظام جامعة تكساس ونظام جامعة تكساس إيه آند إم، ولكن لا يوجد جامعات أو مدارس عامة أخرى في الولاية.